# Parrotia en el Real Jardín Botánico
La parrotia en el Real Jardín Botánico es un árbol singular que se ubica en el Real Jardín Botánico de Madrid, en la Glorieta de Los Tilos. Está integrado dentro del Paisaje de la Luz, un paisaje cultural declarado Patrimonio de la Humanidad el 25 de julio de 2021.

## Descripción
La parrotia en el Real Jardín Botánico de Madrid es un árbol de la orden de las hamamelidades y la clase dicotyledoneae. Tiene una altura de 13 metros, un diámetro de copa de 12,5 metros, un perímetro de tronco de 0,95 metros y está sembrado a una altitud de 635 m.s.n.m.
Se estima que este ejemplar tiene alrededor de 100 años, y está incluida en el catálogo de Árboles singulares de la Comunidad de Madrid, identificada con el número 104.